# Nikodémosz

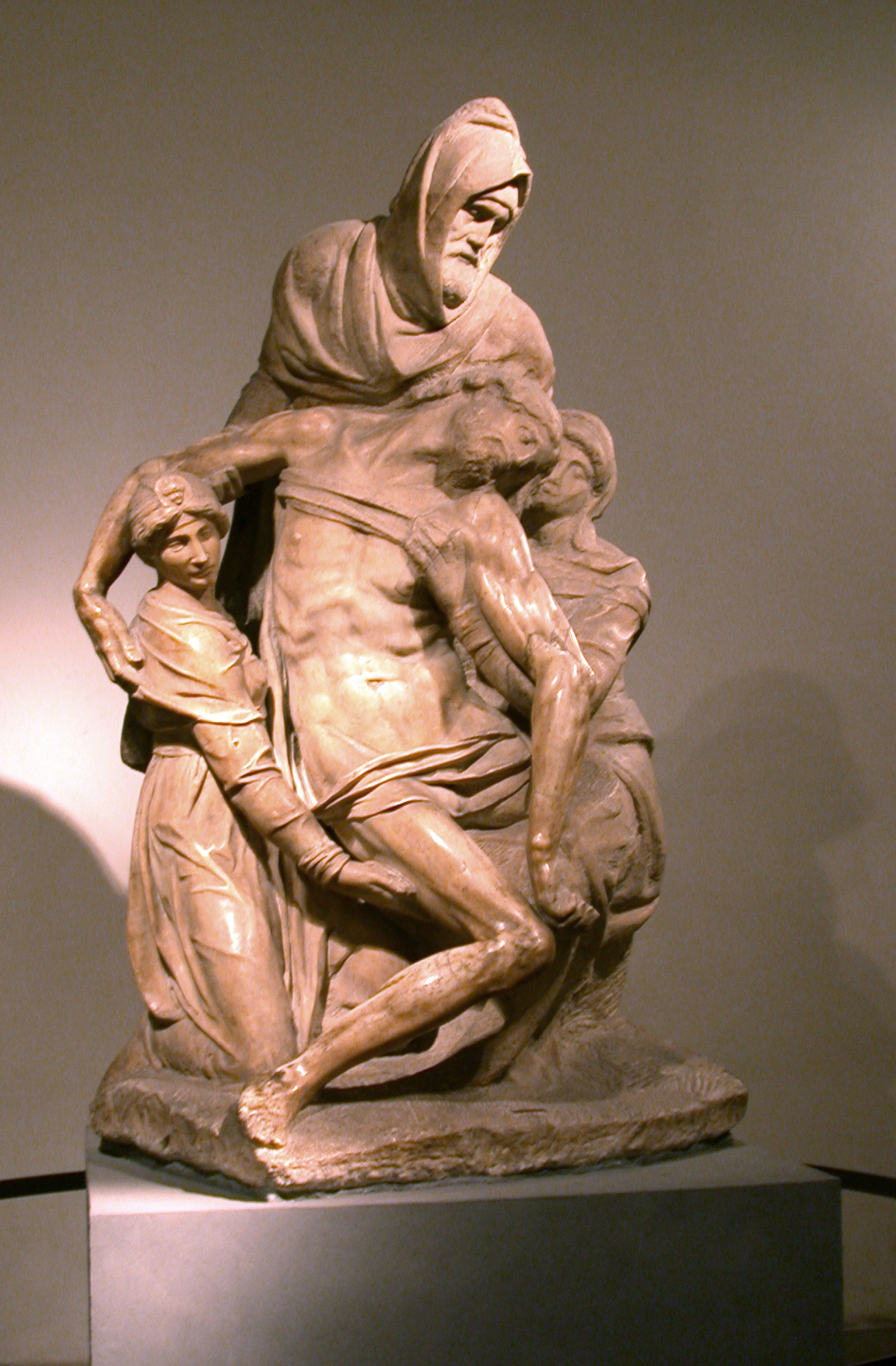
Michelangelo: Firenzei Pietà

Nikodémosz (vagy Nikodémus) a keresztény hagyomány szerint Jézus Krisztus titkos tanítványa, farizeus, zsidó tanácsos.

## Története
A Biblia szerint éjjel, titokban megy el Jézushoz, aki tanítja őt (Jn 3, 1-21); először szkeptikusan áll a tanításokhoz, de a tanács előtt egyszer nyíltan pártfogásába veszi Jézust a farizeusokkal szemben (Jn 7, 50-51); Arimathiai Józseffel együtt részt vesz Jézus testének a keresztről való levételében és sírba helyezésében (19, 39-42). Alakja gyakran szerepel Krisztus siratását ábrázoló jelenetben. Továbbá Nikodémoszról neveztek el, egy feltehetőleg az 5. század elejéről származó apokrif evangéliumot, amely leírja Krisztus elítélését, megfeszítését és a feltámadás utáni eseményeket, valamint a pokolraszállást, és Pilátus állítólagos tetteit.

## A művészetekben
Főleg festményeken, szobrokon és domborműveken szerepel, ahogy Jézust hallgatja, vagy a temetésében segédkezik. Ezek közül a leghíresebb Rembrandt rajza és Michelangelo Firenzei Pietàja. Jellegzetesen a sírba helyezésekor Jézust a lába felől fogja.